# Czwarta alija

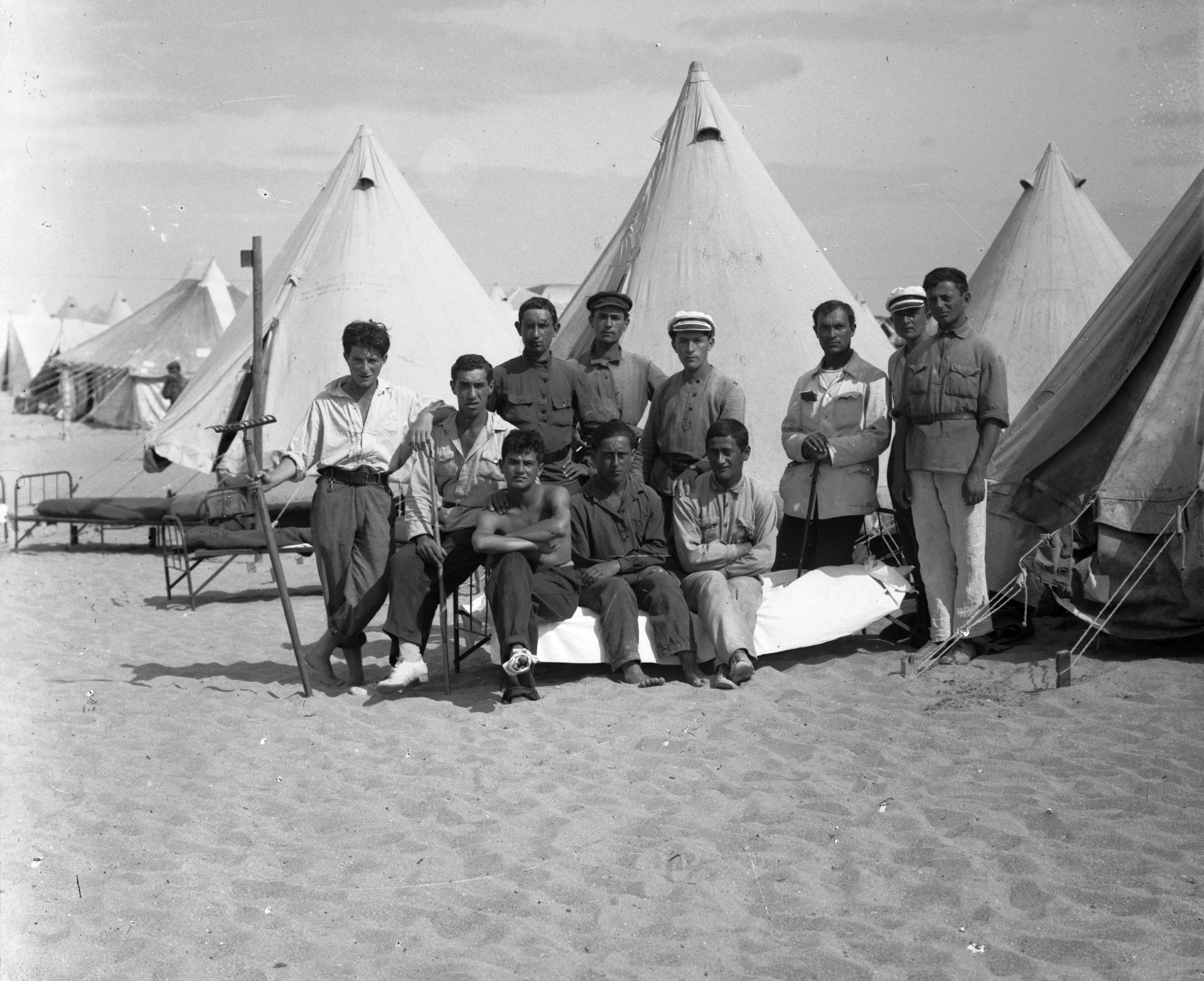
Żydowscy imigranci w Palestynie – około 1930 roku

Czwarta Alija – masowa imigracja Żydów pobudzonych ideami syjonizmu do Palestyny, która trwała w latach 1924–1931. Szacuje się, że w tym okresie osiedliło się w Palestynie około 80 000 Żydów pochodzących z Europy Wschodniej – w większości z Rosji, Polski, Rumunii i Litwy. Około 12% imigrantów pochodziło z Azji – Jemenu i Iraku.

## Historia
W latach 1924–1931 w Palestynie osiedliło się około 80 tys. Żydów (w tym prawie 62 tys. Żydów polskich).
Podczas czwartej alii po raz pierwszy emigrowali przedstawiciele burżuazji żydowskiej z Polski. Byli to rzemieślnicy i drobni przedsiębiorcy, którzy nie widzieli możliwości działania politycznego w Polsce. Ich napływ do Palestyny był silnym impulsem rozwoju. Powstały porty, rozwijał się handel, rozbudowywano Tel Awiw, zakładano nowe szkoły.
1 kwietnia 1925 roku w Jerozolimie powstał Uniwersytet Hebrajski (HaUniwersita HaIwrit beJeruszalaim). Otwarcia dokonał Lord Balfour. Pierwszym rektorem uczelni został dr Judah Magnes. Uczelnia otrzymała silne wsparcie intelektualistów z wielu krajów całego świata.